# Liste des ponts et traverses du fleuve Saint-Laurent et des Grands Lacs
Cette liste de ponts, traversiers, et d'autres passages du fleuve Saint-Laurent et les Grands Lacs, est organisée par ordre de la rive sud de terminal allant du golfe du Saint-Laurent vers amont, soit le lac Supérieur.
| Glossaire : communautés reliés par des passages individuels                                                                 |
| --- |
| - (N) ou (E): terminal côtier Nord ou Est - (I): île desservie par le croisement - (S) ou (O): terminal côtier Sud ou Ouest |

## Passages

### Québec

#### Bas et moyen Saint-Laurent
| Traversée                                       | Photo               | Année de construction [A]                                                 | Communautés liées                          | Route d'accès                | Origine du nom                                                                                  | Coordonnées                                                                                       |
| ----------------------------------------------- | ------------------- | ------------------------------------------------------------------------- | ------------------------------------------ | ---------------------------- | ----------------------------------------------------------------------------------------------- | ------------------------------------------------------------------------------------------------- |
| Traversier Matane-Baie-Comeau-Godbout           |                     |                                                                           | (N) Baie-Comeau (N) Godbout                | Voie ferrée vers Baie-Comeau |                                                                                                 | 49° 13′ 56″ N, 68° 08′ 04″ O (Baie-Comeau) Photos 49° 19′ 19″ N, 67° 35′ 33″ O (Godbout)          |
| Traversier Matane-Baie-Comeau-Godbout           | (S) Matane          | 48° 50′ 23″ N, 67° 34′ 38″ Ohttp://www.groupedesgagnes.com/en/home/4.aspx |                                            | Voie ferrée vers Baie-Comeau |                                                                                                 |                                                                                                   |
| Traversier Bella Desgagnés [D]                  |                     |                                                                           | (N) Sept-Îles (N) Havre-Saint-Pierre       |                              |                                                                                                 | 50° 11′ 47″ N, 66° 22′ 38″ O (Sept-Îles) Photos 50° 14′ 11″ N, 63° 36′ 19″ O (Havre-Saint-Pierre) |
| Traversier Bella Desgagnés [D]                  | (I) Port-Menier     | 49° 48′ 45″ N, 64° 20′ 47″ O                                              |                                            |                              |                                                                                                 |                                                                                                   |
| Traversier Bella Desgagnés [D]                  | (S) Rimouski        | 48° 28′ 52″ N, 68° 30′ 59″ O                                              |                                            |                              |                                                                                                 |                                                                                                   |
| Traversier Rimouski-Forestville                 |                     |                                                                           | (N) Forestville                            |                              |                                                                                                 | 48° 44′ 23″ N, 69° 03′ 09″ O                                                                      |
| Traversier Rimouski-Forestville                 | (S) Rimouski        | 48° 28′ 52″ N, 68° 30′ 59″ O                                              |                                            |                              |                                                                                                 |                                                                                                   |
| Traversier Trois-Pistoles-Les Escoumins         |                     |                                                                           | (N) Les Escoumins                          |                              |                                                                                                 | 48° 21′ 00″ N, 69° 24′ 00″ O                                                                      |
| Traversier Trois-Pistoles-Les Escoumins         | (S) Trois-Pistoles  | 48° 07′ 00″ N, 69° 11′ 00″ O                                              |                                            |                              |                                                                                                 |                                                                                                   |
| Traversier Rivière-du-Loup-Saint-Siméon         |                     |                                                                           | (N) Saint-Siméon                           | Route 170                    |                                                                                                 | 47° 50′ 26″ N, 69° 52′ 27″ O                                                                      |
| Traversier Rivière-du-Loup-Saint-Siméon         | (S) Rivière-du-Loup | 47° 50′ 45″ N, 69° 34′ 19″ O                                              |                                            | Route 170                    |                                                                                                 |                                                                                                   |
| Pont de l'île d'Orléans [B]                     |                     | 1935                                                                      | (N) Québec (Beauport)                      | Route 368                    | Île d'Orléans                                                                                   | 46° 52′ 45″ N, 71° 07′ 58″ O                                                                      |
| Pont de l'île d'Orléans [B]                     | (I) île d'Orléans   | 1935                                                                      |                                            | Route 368                    | Île d'Orléans                                                                                   | 46° 52′ 45″ N, 71° 07′ 58″ O                                                                      |
| Traversier Québec-Lévis                         |                     |                                                                           | (N) Québec                                 |                              |                                                                                                 | 46° 48′ 42″ N, 71° 12′ 05″ O                                                                      |
| Traversier Québec-Lévis                         | (S) Lévis           | 46° 48′ 37″ N, 71° 11′ 17″ O                                              |                                            |                              |                                                                                                 |                                                                                                   |
| Pont de Québec [E]                              |                     | 1917                                                                      | (N) Québec (Sainte-Foy)                    | Route 175 Subdivision Bridge | Québec                                                                                          | 46° 44′ 46″ N, 71° 17′ 16″ O                                                                      |
| Pont de Québec [E]                              | (S) Lévis (Charny)  | 1917                                                                      |                                            | Route 175 Subdivision Bridge | Québec                                                                                          | 46° 44′ 46″ N, 71° 17′ 16″ O                                                                      |
| Pont Pierre-Laporte                             |                     | 1970                                                                      | (N) la ville de Québec (Sainte-Foy)        | Autoroute 73                 | Pierre Laporte (1921-1970), vice-premier ministre du Québec.                                    | 46° 44′ 42″ N, 71° 17′ 25″ O                                                                      |
| Pont Pierre-Laporte                             | (S) Lévis (Charny)  | 1970                                                                      |                                            | Autoroute 73                 | Pierre Laporte (1921-1970), vice-premier ministre du Québec.                                    | 46° 44′ 42″ N, 71° 17′ 25″ O                                                                      |
| Pont Laviolette                                 |                     | 1967                                                                      | (N) Trois-Rivières                         | Autoroute 55                 | Sieur de Laviolette (vrai nom contesté), largement reconnu comme le fondateur de Trois-Rivières | 46° 18′ 23″ N, 72° 33′ 36″ O                                                                      |
| Pont Laviolette                                 | (S) Bécancour       | 1967                                                                      |                                            | Autoroute 55                 | Sieur de Laviolette (vrai nom contesté), largement reconnu comme le fondateur de Trois-Rivières | 46° 18′ 23″ N, 72° 33′ 36″ O                                                                      |
| Traversier Sorel-Tracy - Saint-Ignace-de-Loyola |                     |                                                                           | (N) Berthierville (Saint Ignace de Loyola) | Accès àː Route 158 Route 133 |                                                                                                 | 46° 03′ 34″ N, 73° 07′ 33″ O                                                                      |
| Traversier Sorel-Tracy - Saint-Ignace-de-Loyola | (S) Sorel-Tracy     | 46° 02′ 52″ N, 73° 06′ 49″ O                                              |                                            | Accès àː Route 158 Route 133 |                                                                                                 |                                                                                                   |

#### Île de Montréal
| Traversée                                | Photo | Année de construction [A]                                                 | Communautés liées                                                                                    | Route d'accès                             | Origine du nom                                                                         | Coordonnées                                                                                     |
| ---------------------------------------- | --- | ------------------------------------------------------------------------- | --- | ----------------------------------------- | -------------------------------------------------------------------------------------- | ----------------------------------------------------------------------------------------------- |
| Pont-tunnel Louis-Hippolyte-La Fontaine  | Une entrée du tunnel Louis-Hippolyte-Lafontaine, avec un signe indiquant aux conducteurs qu'ils sont sur le point de traverser le Saint-Laurent | 1967 [I]                                                                  | (N) arrondissement de Mercier-Hochelaga-Maisonneuve                                                  | · Autoroute 25/Route Transcanadienne      | Louis-Hippolyte Lafontaine (1807-1864), Premier ministre de la Province unie du Canada | 45° 35′ 00″ N, 73° 29′ 51″ O                                                                    |
| Pont-tunnel Louis-Hippolyte-La Fontaine  | Une entrée du tunnel Louis-Hippolyte-Lafontaine, avec un signe indiquant aux conducteurs qu'ils sont sur le point de traverser le Saint-Laurent | 1967 [I]                                                                  | (I) Île Charron (Îles de Boucherville) (sortie)                                                      | · Autoroute 25/Route Transcanadienne      | Louis-Hippolyte Lafontaine (1807-1864), Premier ministre de la Province unie du Canada | 45° 35′ 00″ N, 73° 29′ 51″ O                                                                    |
| Pont-tunnel Louis-Hippolyte-La Fontaine  | Une entrée du tunnel Louis-Hippolyte-Lafontaine, avec un signe indiquant aux conducteurs qu'ils sont sur le point de traverser le Saint-Laurent | 1967 [I]                                                                  | (S) Longueuil, arrondissement du Vieux-Longueuil                                                     | · Autoroute 25/Route Transcanadienne      | Louis-Hippolyte Lafontaine (1807-1864), Premier ministre de la Province unie du Canada | 45° 35′ 00″ N, 73° 29′ 51″ O                                                                    |
| Navette Vieux-Port de Montréal-Longueuil | Le Vieux-Port de Montréal-Longueuil - Traversier au Vieux-Port de Montréal                                                                      |                                                                           | (N) arrondissement de Ville-Marie (Quai Jacques-Cartier, Vieux-Port de Montréal)                     |                                           |                                                                                        | 45° 30′ 25″ N, 73° 33′ 01″ O                                                                    |
| Navette Vieux-Port de Montréal-Longueuil | Le Vieux-Port de Montréal-Longueuil - Traversier au Vieux-Port de Montréal                                                                      | (I) île Sainte-Hélène (Parc Jean-Drapeau)                                 | 45° 30′ 40,15″ N, 73° 32′ 15,5″ O                                                                    |                                           |                                                                                        |                                                                                                 |
| Navette Vieux-Port de Montréal-Longueuil | Le Vieux-Port de Montréal-Longueuil - Traversier au Vieux-Port de Montréal                                                                      | (S) Longueuil, arrondissement de Le Vieux-Longueuil (Réal-Bouvier Marina) | 45° 32′ 23,6″ N, 73° 31′ 04,5″ O                                                                     |                                           |                                                                                        |                                                                                                 |
| Pont Jacques-Cartier                     | Un pont en porte à faux, avec un coucher de soleil en arrière-plan                                                                              | 1930 [J]                                                                  | (N) Arrondissement de Ville-Marie                                                                    | · Route 134 ·                             | Jacques Cartier (1491-1557), explorateur français                                      | 45° 31′ 17″ N, 73° 32′ 28″ O                                                                    |
| Pont Jacques-Cartier                     | Un pont en porte à faux, avec un coucher de soleil en arrière-plan                                                                              | 1930 [J]                                                                  | (I) île Sainte-Hélène (sortie) et l'île Notre-Dame                                                   | · Route 134 ·                             | Jacques Cartier (1491-1557), explorateur français                                      | 45° 31′ 17″ N, 73° 32′ 28″ O                                                                    |
| Pont Jacques-Cartier                     | Un pont en porte à faux, avec un coucher de soleil en arrière-plan                                                                              | 1930 [J]                                                                  | (S) Longueuil, arrondissement du Vieux-Longueuil                                                     | · Route 134 ·                             | Jacques Cartier (1491-1557), explorateur français                                      | 45° 31′ 17″ N, 73° 32′ 28″ O                                                                    |
| Tunnel du métro de Montréal              | L'extérieur d'une entrée de la station de métro                                                                                                 | 1966                                                                      | (N) arrondissement de Ville-Marie (Berri-UQAM Station)                                               | métro de Montréal Ligne jaune             |                                                                                        | 45° 30′ N, 73° 32′ O                                                                            |
| Tunnel du métro de Montréal              | L'extérieur d'une entrée de la station de métro                                                                                                 | 1966                                                                      | (I) île Sainte-Hélène (Jean-Drapeau Station) et l'île Notre-Dame                                     | métro de Montréal Ligne jaune             |                                                                                        | 45° 30′ N, 73° 32′ O                                                                            |
| Tunnel du métro de Montréal              | L'extérieur d'une entrée de la station de métro                                                                                                 | 1966                                                                      | (S) Longueuil, arrondissement du Vieux-Longueuil (Longueuil-Université-de-Sherbrooke Station)        | métro de Montréal Ligne jaune             |                                                                                        | 45° 30′ N, 73° 32′ O                                                                            |
| Pont de la Concorde [B]                  | Un pont poutre-caisson en acier, avec une partie de l'horizon de la ville en arrière-plan                                                       | 1965 [K]                                                                  | (N) arrondissement de Ville-Marie                                                                    | avenue Pierre-Dupuy et Route Verte 1 et 2 | Référence à la devise de Montréal, Concordia Salus                                     | 45° 30′ 22″ N, 73° 32′ 17″ O (Pont de la Concorde) 45° 30′ 28″ N, 73° 31′ 49″ O (Pont des Îles) |
| Pont de la Concorde [B]                  | Un pont poutre-caisson en acier, avec une partie de l'horizon de la ville en arrière-plan                                                       | 1965 [K]                                                                  | (I) île Sainte-Hélène et Île Notre-Dame (Parc Jean-Drapeau), arrondissement de Ville-Marie, Montréal | avenue Pierre-Dupuy et Route Verte 1 et 2 | Référence à la devise de Montréal, Concordia Salus                                     | 45° 30′ 22″ N, 73° 32′ 17″ O (Pont de la Concorde) 45° 30′ 28″ N, 73° 31′ 49″ O (Pont des Îles) |
| Pont Victoria                            | Les sections de l'ossature de nombreuses d'un long pont sur une grande étendue d'eau                                                            | 1898 [L]                                                                  | (N) arrondissement de Le Sud-Ouest                                                                   | Route 112 Subdivision Saint-Hyacinthe     | Reine Victoria du Royaume-Uni (1819-1901)                                              | 45° 29′ 29″ N, 73° 31′ 46″ O                                                                    |
| Pont Victoria                            | Les sections de l'ossature de nombreuses d'un long pont sur une grande étendue d'eau                                                            | 1898 [L]                                                                  | (S) Saint-Lambert                                                                                    | Route 112 Subdivision Saint-Hyacinthe     | Reine Victoria du Royaume-Uni (1819-1901)                                              | 45° 29′ 29″ N, 73° 31′ 46″ O                                                                    |
| Pont Champlain                           | Une vue du porte à faux travée principale du pont                                                                                               | 1962 [M]La démolition débutera en 2020                                    | (N) Arrondissement de Verdun                                                                         | · Autoroutes 10, 15 et 20                 | Samuel de Champlain (c. 1580-1635), fondateur de Québec                                | 45° 28′ 07″ N, 73° 31′ 15″ O                                                                    |
| Pont Champlain                           | Une vue du porte à faux travée principale du pont                                                                                               | 1962 [M]La démolition débutera en 2020                                    | (I) Île-des-Sœurs (sortie)                                                                           | · Autoroutes 10, 15 et 20                 | Samuel de Champlain (c. 1580-1635), fondateur de Québec                                | 45° 28′ 07″ N, 73° 31′ 15″ O                                                                    |
| Pont Champlain                           | Une vue du porte à faux travée principale du pont                                                                                               | 1962 [M]La démolition débutera en 2020                                    | (S) Brossard                                                                                         | · Autoroutes 10, 15 et 20                 | Samuel de Champlain (c. 1580-1635), fondateur de Québec                                | 45° 28′ 07″ N, 73° 31′ 15″ O                                                                    |
| Pont Samuel-De Champlain                 | | 2019 Ouvert en juin 2019                                                  | · Autoroutes 10, 15 et 20                                                                            | 45° 28′ 07″ N, 73° 31′ 15″ O              | Samuel de Champlain (c. 1580-1635), fondateur de Québec                                |                                                                                                 |
| Estacade du pont Champlain               | Un pont à poutres-caissons normale, mais avec des piliers rapprochées                                                                           | 1964 [N]                                                                  | (I) Île-des-Sœurs                                                                                    | Route Verte 1 et 2                        | Samuel de Champlain (c. 1580-1635), fondateur de Québec                                | 45° 27′ 57″ N, 73° 31′ 11″ O                                                                    |
| Estacade du pont Champlain               | Un pont à poutres-caissons normale, mais avec des piliers rapprochées                                                                           | 1964 [N]                                                                  | (S) de la Voie maritime du Saint-Laurent                                                             | Route Verte 1 et 2                        | Samuel de Champlain (c. 1580-1635), fondateur de Québec                                | 45° 27′ 57″ N, 73° 31′ 11″ O                                                                    |
| Pont Honoré-Mercier                      | Une vue d'un pont à poutres d'acier jumelée, d'entre les travées                                                                                | 1934, 1963 [O]                                                            | (N) arrondissement de LaSalle                                                                        | · Route 138                               | Honoré Mercier (1840-1894), premier ministre du Québec                                 | 45° 25′ 00″ N, 73° 39′ 18″ O                                                                    |
| Pont Honoré-Mercier                      | Une vue d'un pont à poutres d'acier jumelée, d'entre les travées                                                                                | 1934, 1963 [O]                                                            | (S) réserve indienne de Kahnawake                                                                    | · Route 138                               | Honoré Mercier (1840-1894), premier ministre du Québec                                 | 45° 25′ 00″ N, 73° 39′ 18″ O                                                                    |
| Pont ferroviaire Saint-Laurent           | Un pont avec deux sections fermes au milieu | 1886                                                                      | (N) arrondissement de LaSalle                                                                        | Subdivision Adirondack                    | fleuve Saint-Laurent                                                                   | 45° 25′ 08″ N, 73° 39′ 34″ O                                                                    |
| Pont ferroviaire Saint-Laurent           | Un pont avec deux sections fermes au milieu | 1886                                                                      | (S) Kahnawake (Réserve Mohawk)                                                                       | Subdivision Adirondack                    | fleuve Saint-Laurent                                                                   | 45° 25′ 08″ N, 73° 39′ 34″ O                                                                    |
| Traversier L'Île-Dorval [B]              | |                                                                           | (N) Dorval                                                                                           |                                           |                                                                                        | 45° 26′ 17″ N, 73° 44′ 22″ O                                                                    |
| Traversier L'Île-Dorval [B]              | (I) L'Île-Dorval | 45° 26′ 00″ N, 73° 44′ 32″ O                                              | |                                           |                                                                                        |                                                                                                 |

#### Haut-Saint-Laurent et Suroît
| Traversée                                        | Photo                                     | Année de construction [A]  | Communautés liée                              | Route d'accès                                                         | Origine du nom | Coordonnées                  |
| ------------------------------------------------ | ----------------------------------------- | -------------------------- | --------------------------------------------- | --------------------------------------------------------------------- | --- | ---------------------------- |
| Pont de la Centrale (canal de Beauharnois)       |                                           | 1932                       | Beauharnois                                   | Route 132(Boulevard de Melocheville)                                  | Edgar Hébert (1911-1984), député provincial de Beauharnois. (1948-1962)                                                                              | 45° 18′ 57″ N, 73° 54′ 28″ O |
| Pont Serge-Marcil (Fleuve Saint-Laurent)         |                                           | 2012                       | (N) Les Cèdres                                | Autoroute 30                                                          | Serge Marcil (1944-2010), ancien membre de l'Assemblée nationale qui a servi la circonscription de Beauharnois                                       | 45° 18′ N, 73° 59′ O         |
| Pont Serge-Marcil (Fleuve Saint-Laurent)         | Salaberry-de-Valleyfield                  | 2012                       |                                               | Autoroute 30                                                          | Serge Marcil (1944-2010), ancien membre de l'Assemblée nationale qui a servi la circonscription de Beauharnois                                       | 45° 18′ N, 73° 59′ O         |
| Pont Madeleine-Parent (canal de Beauharnois)     |                                           | 2012                       | Beauharnois                                   | Autoroute 30                                                          | Madeleine Parent (1918-2012), syndicaliste et féministe québécoise. Désignation adoptée par la Commission de toponymie du Québec le 5 décembre 2013. | 45° 17′ N, 73° 55′ O         |
| Pont ferroviaire du Pied-du-Canal                |                                           | 1932                       | Beauharnois                                   | Subdivision Montréal                                                  | Référence à la position du pont, près de l'extrémité aval du canal.                                                                                  | 45° 17′ 58″ N, 73° 55′ 13″ O |
| Pont Saint-Louis-de-Gonzague (Canal Beauharnois) |                                           | 1932 1959 (partie levante) | (I) Salaberry-de-Valleyfield (Saint-Timothée) | Boulevard Pie-XII (Valleyfield) Rue du Pont (Saint-Louis-de-Gonzague) | Municipalité de Saint-Louis-de-Gonzague. | 45° 13′ 50″ N, 74° 00′ 04″ O |
| Pont Saint-Louis-de-Gonzague (Canal Beauharnois) | (S) Saint-Louis-de-Gonzague               | 1932 1959 (partie levante) |                                               | Boulevard Pie-XII (Valleyfield) Rue du Pont (Saint-Louis-de-Gonzague) | Municipalité de Saint-Louis-de-Gonzague. | 45° 13′ 50″ N, 74° 00′ 04″ O |
| Pont Larocque (Canal Beauharnois)                |                                           | 1932 1959 (partie levante) | (I) Salaberry-de-Valleyfield                  | Route 201 Route 132 Subdivision Montréal                              | Chemin Larocque à Salaberry-de-Valleyfield. Charles Larocque, fondateur de la municipalité de Saint-Louis-de-Gonzague.                               | 45° 13′ 23″ N, 74° 06′ 57″ O |
| Pont Larocque (Canal Beauharnois)                | (S) Saint-Stanislas-de-Kostka             | 1932 1959 (partie levante) |                                               | Route 201 Route 132 Subdivision Montréal                              | Chemin Larocque à Salaberry-de-Valleyfield. Charles Larocque, fondateur de la municipalité de Saint-Louis-de-Gonzague.                               | 45° 13′ 23″ N, 74° 06′ 57″ O |
| Pont Monseigneur-Langlois (Fleuve Saint-Laurent) |                                           | 1954                       | (N) Coteau-du-Lac                             | Route 201                                                             | Monseigneur Joseph-Alfred Langlois, Valleyfield | 45° 16′ 21″ N, 74° 10′ 53″ O |
| Pont Monseigneur-Langlois (Fleuve Saint-Laurent) | (I) Salaberry-de-Valleyfield (Grande-Île) | 1954                       |                                               | Route 201                                                             | Monseigneur Joseph-Alfred Langlois, Valleyfield | 45° 16′ 21″ N, 74° 10′ 53″ O |
| Pont ferroviaire Coteau (Fleuve Saint-Laurent)   |                                           | 1890                       | (N) Coteau-du-Lac                             | Subdivision Valleyfield                                               | Municipalité des Coteaux | 45° 15′ 30″ N, 74° 10′ 57″ O |
| Pont ferroviaire Coteau (Fleuve Saint-Laurent)   | (I) Salaberry-de-Valleyfield (Grande-Île) | 1890                       |                                               | Subdivision Valleyfield                                               | Municipalité des Coteaux | 45° 15′ 30″ N, 74° 10′ 57″ O |

### Ontario et États-Unis

#### Haut-Saint-Laurent
| Traversée                                     | Photo                             | Année de construction [A]    | Communautés liée             | Route d'accès                                    | Origine du nom       | Coordonnées                  |
| --------------------------------------------- | --------------------------------- | ---------------------------- | ---------------------------- | ------------------------------------------------ | -------------------- | ---------------------------- |
| Nations Crossing Trois (North Bridge Channel) |                                   | 1962                         | (N) Cornwall                 | avenue Brookdale / ON 138 accès à NY 37          | Mohawks de Akwesasne | 45° 00′ 29″ N, 74° 44′ 22″ O |
| Nations Crossing Trois (North Bridge Channel) | (I) Akwesasne (l'île de Cornwall) | 1962                         |                              | avenue Brookdale / ON 138 accès à NY 37          | Mohawks de Akwesasne | 45° 00′ 29″ N, 74° 44′ 22″ O |
| Nations Crossing Trois (South Bridge Channel) | !                                 | 1958                         | 44° 59′ 23″ N, 74° 44′ 22″ O | avenue Brookdale / ON 138 accès à NY 37          | Mohawks de Akwesasne |                              |
| Nations Crossing Trois (South Bridge Channel) | !                                 | 1958                         | 44° 59′ 23″ N, 74° 44′ 22″ O | avenue Brookdale / ON 138 accès à NY 37          | Mohawks de Akwesasne | (S) Massena                  |
| Ogdensburg-Prescott International Bridge      |                                   | 1960                         | (N) Johnstown                | ON 416 NY 812                                    | Ogdensburg, Prescott | 44° 44′ 07″ N, 75° 27′ 35″ O |
| Ogdensburg-Prescott International Bridge      | (S) Ogdensburg                    | 1960                         |                              | ON 416 NY 812                                    | Ogdensburg, Prescott | 44° 44′ 07″ N, 75° 27′ 35″ O |
| Thousand Islands Bridge                       |                                   | 1938                         | (N) Ivy Lea                  | ON 137 Interstate 81                             | Îles Mille           | 44° 20′ 51″ N, 75° 59′ 01″ O |
| Thousand Islands Bridge                       | (I) l'île Wellesley               | 1938                         |                              | ON 137 Interstate 81                             | Îles Mille           | 44° 20′ 51″ N, 75° 59′ 01″ O |
| Thousand Islands Bridge                       | (S) Orleans                       | 1938                         |                              | ON 137 Interstate 81                             | Îles Mille           | 44° 20′ 51″ N, 75° 59′ 01″ O |
| Murray Isle Ferry [B]                         |                                   |                              | (I) l'île Murray             |                                                  |                      |                              |
| Murray Isle Ferry [B]                         | (S) Mason Point                   |                              |                              |                                                  |                      |                              |
| Grindstone Island Ferry [B]                   |                                   |                              | (I) l'île Grindstone         |                                                  |                      |                              |
| Grindstone Island Ferry [B]                   | (S) Clayton                       |                              |                              |                                                  |                      |                              |
| Howe Island Ferry Township [B]                |                                   |                              | (N) Gananoque                |                                                  |                      |                              |
| Howe Island Ferry Township [B]                | (I) Howe Island                   |                              |                              |                                                  |                      |                              |
| Howe Island Ferry County [B]                  |                                   |                              | (N) Pitts Ferry              |                                                  |                      |                              |
| Howe Island Ferry County [B]                  | (I) Howe Island                   |                              |                              |                                                  |                      |                              |
| Carleton Island Ferry [B]                     |                                   |                              | (I) l'île Carleton           |                                                  |                      |                              |
| Carleton Island Ferry [B]                     | (S) Cape Vincent                  |                              |                              |                                                  |                      |                              |
| Kingston-Wolfe Island Ferry                   |                                   |                              | (N) Kingston                 | comté de Frontenac Route 95 (le bord du Ontario) |                      | 44° 13′ 55″ N, 76° 28′ 34″ O |
| Kingston-Wolfe Island Ferry                   | (I) Wolfe Island                  | 44° 11′ 38″ N, 76° 26′ 34″ O |                              | comté de Frontenac Route 95 (le bord du Ontario) |                      |                              |
| Horne's Ferry                                 | (I) Wolfe Island                  |                              |                              | comté de Frontenac Route 95 (le bord du Ontario) |                      | 44° 08′ 07″ N, 76° 21′ 14″ O |
| Horne's Ferry                                 | (S) Cape Vincent                  | 44° 07′ 48″ N, 76° 20′ 06″ O |                              | comté de Frontenac Route 95 (le bord du Ontario) |                      |                              |

#### Lac Ontario et la rivière Niagara
| Traversée                                    | Photo             | Année de construction [A] | Communautés liée  | Route d'accès                                               | Origine du nom | Coordonnées                       |
| -------------------------------------------- | ----------------- | ------------------------- | ----------------- | ----------------------------------------------------------- | --- | --------------------------------- |
| Baie de Burlington James N. Allan Skyway [R] |                   |                           | (N) Burlington    | Queen Elizabeth Way                                         | James Noble Allan (1894-1992), ministre de la Voirie de l'Ontario et président de la Commission des parcs du Niagara. | 43° 17′ 52″ N, 79° 47′ 48″ O      |
| Baie de Burlington James N. Allan Skyway [R] | (S) Hamilton      |                           |                   | Queen Elizabeth Way                                         | James Noble Allan (1894-1992), ministre de la Voirie de l'Ontario et président de la Commission des parcs du Niagara. | 43° 17′ 52″ N, 79° 47′ 48″ O      |
| Pont Lewiston-Queenston                      |                   | 1962                      | (N) Queenston     | Interstate 190 Niagara                                      | | 43° 09′ 10,7″ N, 79° 02′ 40,2″ O  |
| Pont Lewiston-Queenston                      | (S) Lewiston      | 1962                      |                   | Interstate 190 Niagara                                      | | 43° 09′ 10,7″ N, 79° 02′ 40,2″ O  |
| Whirlpool Rapids Bridge                      |                   |                           | (N) Niagara Falls | Road (for NEXUS users only) and Amtrak/Via passenger trains | Whirlpool Rapids | 43° 06′ 33″ N, 79° 03′ 30″ O      |
| Whirlpool Rapids Bridge                      | (S) Niagara Falls |                           |                   | Road (for NEXUS users only) and Amtrak/Via passenger trains | Whirlpool Rapids | 43° 06′ 33″ N, 79° 03′ 30″ O      |
| Michigan Central Railway Bridge              |                   |                           | (N) Niagara Falls | Disused (was Canadian Pacific Railway)                      | Michigan Central Railroad, which originally built the bridge.                                                         | 43° 06′ 30,8″ N, 79° 03′ 29,76″ O |
| Michigan Central Railway Bridge              | (S) Niagara Falls |                           |                   | Disused (was Canadian Pacific Railway)                      | Michigan Central Railroad, which originally built the bridge.                                                         | 43° 06′ 30,8″ N, 79° 03′ 29,76″ O |
| Rainbow Bridge                               |                   |                           | (N) Niagara Falls | Access to Autoroute 420 (not open to commercial trucks)     | arcs-en-ciel au-dessus des chutes du Niagara, vus du pont.                                                            | 43° 05′ 25″ N, 79° 04′ 04″ O      |
| Rainbow Bridge                               | (S) Niagara Falls |                           |                   | Access to Autoroute 420 (not open to commercial trucks)     | arcs-en-ciel au-dessus des chutes du Niagara, vus du pont.                                                            | 43° 05′ 25″ N, 79° 04′ 04″ O      |
| North Grand Island Bridge                    |                   |                           | (N) Niagara Falls | I-190                                                       | Grand Island. | 43° 04′ 08″ N, 78° 59′ 27″ O      |
| North Grand Island Bridge                    | (I) Grand Island  |                           |                   | I-190                                                       | Grand Island. | 43° 04′ 08″ N, 78° 59′ 27″ O      |
| South Grand Island Bridge                    |                   |                           | (I) Grand Island  | I-190                                                       | Grand Island. | 42° 59′ 55″ N, 78° 56′ 13″ O      |
| South Grand Island Bridge                    | (S) Tonawanda     |                           |                   | I-190                                                       | Grand Island. | 42° 59′ 55″ N, 78° 56′ 13″ O      |
| Pont de la Paix (en)                         |                   |                           | (N) Fort Érié     | Queen Elizabeth Way                                         | 100 years of peace between the United States and Canada.[citation nécessaire]                                         | 42° 54′ 25″ N, 78° 54′ 21″ O      |
| Pont de la Paix (en)                         | (S) Buffalo       |                           |                   | Queen Elizabeth Way                                         | 100 years of peace between the United States and Canada.[citation nécessaire]                                         | 42° 54′ 25″ N, 78° 54′ 21″ O      |

#### Lac Érié / Îles Bass
| Traverse                                   | Photo                   | Année de construction[A] | Communautés liées     | Voie d'accès                                                                                            | Origine du toponyme | Coordonnées |
| ------------------------------------------ | ----------------------- | ------------------------ | --------------------- | --- | ------------------- | ----------- |
| Leamington - Pelee Island - Sandusky Ferry |                         |                          | (N) Leamington        | North end: Erie Street Middle: Pelee Island Ferry Terminal South End: US 6 US 250 Ohio SR 4 Ohio SR 101 |                     |             |
| Leamington - Pelee Island - Sandusky Ferry | (I) Pelee Island        |                          |                       | North end: Erie Street Middle: Pelee Island Ferry Terminal South End: US 6 US 250 Ohio SR 4 Ohio SR 101 |                     |             |
| Leamington - Pelee Island - Sandusky Ferry | (S) Sandusky            |                          |                       | North end: Erie Street Middle: Pelee Island Ferry Terminal South End: US 6 US 250 Ohio SR 4 Ohio SR 101 |                     |             |
| Marblehead - Kelleys Island Ferry          |                         |                          | (I) Kelleys Island    | Connecting: Ohio SR 575 Ohio SR 163                                                                     |                     |             |
| Marblehead - Kelleys Island Ferry          | (S) Marblehead          |                          |                       | Connecting: Ohio SR 575 Ohio SR 163                                                                     |                     |             |
| Put-In-Bay - Port Clinton Ferry            |                         |                          | (I) Put-in-Bay (Ohio) | Connecting: Ohio SR 357 Ohio SR 53                                                                      |                     |             |
| Put-In-Bay - Port Clinton Ferry            | (S) Port Clinton (Ohio) |                          |                       | Connecting: Ohio SR 357 Ohio SR 53                                                                      |                     |             |

#### Détroit et rivière Sainte-Claire
| Traverse                                                                  | Photo              | Année de construction[A] | Communautés liées | Voie d'accès                                                                                  | Origine du toponyme | Coordonnées                  |
| ------------------------------------------------------------------------- | ------------------ | ------------------------ | ----------------- | --------------------------------------------------------------------------------------------- | --- | ---------------------------- |
| Wayne County Bridge                                                       |                    |                          | (I) Trenton       | Grosse Île Parkway                                                                            | Grosse Île | 42° 07′ 39″ N, 83° 10′ 31″ O |
| Wayne County Bridge                                                       | (S) Riverview      |                          |                   | Grosse Île Parkway                                                                            | Grosse Île | 42° 07′ 39″ N, 83° 10′ 31″ O |
| Grosse Ile Toll Bridge                                                    |                    |                          | (I) Riverview     | Bridge Road                                                                                   | Grosse Île | 42° 10′ 20″ N, 83° 09′ 34″ O |
| Grosse Ile Toll Bridge                                                    | (S) Riverview      |                          |                   | Bridge Road                                                                                   | Grosse Île | 42° 10′ 20″ N, 83° 09′ 34″ O |
| New International Trade Crossing (nommé Gordie Howe International Bridge) |                    | (future)                 | (N) Windsor       | Will connect the Rt. Hon. Herb Gray Parkway extension of Ontario Highway 401 to Interstate 75 | Gordie Howe (1928-2016), joueur de hockey canadien, ayant passé le plus clair de sa carrière avec les Red Wings de Détroit. | 42° 17′ 17″ N, 83° 05′ 51″ O |
| New International Trade Crossing (nommé Gordie Howe International Bridge) | (S) Détroit        | (future)                 |                   | Will connect the Rt. Hon. Herb Gray Parkway extension of Ontario Highway 401 to Interstate 75 | Gordie Howe (1928-2016), joueur de hockey canadien, ayant passé le plus clair de sa carrière avec les Red Wings de Détroit. | 42° 17′ 17″ N, 83° 05′ 51″ O |
| Ambassador Bridge                                                         |                    |                          | (N) Windsor       | Ontario Highway 3 Access to Interstate 75, Interstate 96                                      | | 42° 18′ 43″ N, 83° 04′ 27″ O |
| Ambassador Bridge                                                         | (S) Detroit        |                          |                   | Ontario Highway 3 Access to Interstate 75, Interstate 96                                      | | 42° 18′ 43″ N, 83° 04′ 27″ O |
| Michigan Central Railway Tunnel                                           |                    |                          | (N) Windsor       | Canadian Pacific Railway                                                                      | Michigan Central Railroad, which originally built the tunnel.                                                               | 42° 19′ 15″ N, 83° 03′ 05″ O |
| Michigan Central Railway Tunnel                                           | (S) Détroit        |                          |                   | Canadian Pacific Railway                                                                      | Michigan Central Railroad, which originally built the tunnel.                                                               | 42° 19′ 15″ N, 83° 03′ 05″ O |
| Tunnel de Détroit-Windsor                                                 |                    |                          | (N) Windsor       | Access to Interstate 375, M-3, M-10                                                           | Détroit Windsor | 42° 19′ 28″ N, 83° 02′ 24″ O |
| Tunnel de Détroit-Windsor                                                 | (S) Détroit        |                          |                   | Access to Interstate 375, M-3, M-10                                                           | Détroit Windsor | 42° 19′ 28″ N, 83° 02′ 24″ O |
| MacArthur Bridge                                                          |                    |                          | (I) Belle Isle    | Grand Boulevard                                                                               | General Douglas MacArthur, who led American troops in the Philippines Campaign during World War II.[citation nécessaire]    | 42° 20′ 33″ N, 82° 59′ 54″ O |
| MacArthur Bridge                                                          | (S) Détroit        |                          |                   | Grand Boulevard                                                                               | General Douglas MacArthur, who led American troops in the Philippines Campaign during World War II.[citation nécessaire]    | 42° 20′ 33″ N, 82° 59′ 54″ O |
| Champion Auto Ferry                                                       |                    |                          | (N) Algonac       | Connecting: M-29 M-154                                                                        | |                              |
| Champion Auto Ferry                                                       | (I) Harsens Island |                          |                   | Connecting: M-29 M-154                                                                        | |                              |
| Algonac - Walpole Island Ferry                                            |                    |                          | (O) Algonac       | Connexions to: M-29                                                                           | |                              |
| Algonac - Walpole Island Ferry                                            | (I) Walpole Island |                          |                   | Connexions to: M-29                                                                           | |                              |
| Blue Water Ferry                                                          |                    |                          | (O) Marine City   | Connexions to: M-29 St. Clair Parkway / Lambton County Road 33                                | |                              |
| Blue Water Ferry                                                          | (E) Sombra         |                          |                   | Connexions to: M-29 St. Clair Parkway / Lambton County Road 33                                | |                              |
| Tunnel St. Clair                                                          |                    |                          | (E) Sarnia        | Canadian National Railway                                                                     | Rivière Sainte-Claire | 42° 57′ 30″ N, 82° 24′ 38″ O |
| Tunnel St. Clair                                                          | (O) Port Huron     |                          |                   | Canadian National Railway                                                                     | Rivière Sainte-Claire | 42° 57′ 30″ N, 82° 24′ 38″ O |
| Blue Water Bridge                                                         |                    |                          | (E) Point Edward  | Highway 402 Interstates 69/94                                                                 | | 42° 59′ 54″ N, 82° 25′ 24″ O |
| Blue Water Bridge                                                         | (O) Port Huron     |                          |                   | Highway 402 Interstates 69/94                                                                 | | 42° 59′ 54″ N, 82° 25′ 24″ O |

#### Détroit de Mackinac et la région de Soo Locks
| Traverse                              | Photo                  | Année de construction[A] | Communautés liées      | Voie d'accès                                                                | Origine du toponyme                                    | Coordonnées                  |
| ------------------------------------- | ---------------------- | ------------------------ | ---------------------- | --------------------------------------------------------------------------- | ------------------------------------------------------ | ---------------------------- |
| Bois Blanc Island Ferry               |                        |                          | (I) Pointe Aux Pins    | Connexions with: US 23 M-27 County Road C-66                                |                                                        |                              |
| Bois Blanc Island Ferry               | (S) Cheboygan          |                          |                        | Connexions with: US 23 M-27 County Road C-66                                |                                                        |                              |
| Mackinaw City - Mackinac Island Ferry |                        |                          | (I) Mackinac Island    | Connecting: M-185 with: Interstate 75 US 23 (bicycles and pedestrians only) |                                                        |                              |
| Mackinaw City - Mackinac Island Ferry | (S) Mackinaw City      |                          |                        | Connecting: M-185 with: Interstate 75 US 23 (bicycles and pedestrians only) |                                                        |                              |
| St. Ignace - Mackinac Island Ferry    |                        |                          | (I) Mackinac Island    | Connecting: M-185 with: Interstate 75 US 2 (bicycles and pedestrians only)  |                                                        |                              |
| St. Ignace - Mackinac Island Ferry    | (O) Saint-Ignace       |                          |                        | Connecting: M-185 with: Interstate 75 US 2 (bicycles and pedestrians only)  |                                                        |                              |
| Drummond Island Ferry                 |                        |                          | (I) Drummond Island    | M-134                                                                       |                                                        |                              |
| Drummond Island Ferry                 | (O) De Tour Village    |                          |                        | M-134                                                                       |                                                        |                              |
| Barbeau - Neebish Island Ferry        |                        |                          | (I) Neebish Island     | Ferry Road                                                                  |                                                        |                              |
| Barbeau - Neebish Island Ferry        | (O) Barbeau            |                          |                        | Ferry Road                                                                  |                                                        |                              |
| Sugar Island Ferry                    |                        |                          | (I) Sugar Island       | Connecting Portage Avenue / Riverside Drive with 1 1/2 Mile Road            |                                                        |                              |
| Sugar Island Ferry                    | (O) Sault Sainte-Marie |                          |                        | Connecting Portage Avenue / Riverside Drive with 1 1/2 Mile Road            |                                                        |                              |
| Sault Ste. Marie International Bridge |                        |                          | (N) Sault-Sainte-Marie | Interstate 75                                                               | Sault-Sainte-Marie, twin cities in Ontario et Michigan | 46° 30′ 12″ N, 84° 21′ 45″ O |
| Sault Ste. Marie International Bridge | (S) Sault Sainte-Marie |                          |                        | Interstate 75                                                               | Sault-Sainte-Marie, twin cities in Ontario et Michigan | 46° 30′ 12″ N, 84° 21′ 45″ O |
| Mackinac Bridge                       |                        |                          | (N) Saint-Ignace       | Interstate 75                                                               | Détroit de Mackinac                                    | 45° 49′ 02″ N, 84° 43′ 39″ O |
| Mackinac Bridge                       | (S) Mackinaw City      |                          |                        | Interstate 75                                                               | Détroit de Mackinac                                    | 45° 49′ 02″ N, 84° 43′ 39″ O |

#### Lac Huron / Baie Georgienne, Ontario
| Traverse                    | Photo                                                 | Année de construction[A] | Communautés liées     | Voie d'accès | Origine du toponyme                                           | Coordonnées |
| --------------------------- | ----------------------------------------------------- | ------------------------ | --------------------- | ------------ | ------------------------------------------------------------- | ----------- |
| Bernt Gilbertson Bridge     |                                                       |                          | (I) St. Joseph Island | Highway 548  | Bernt Gilbertson (1912-1995), MPP pour Algoma (en), 1967-1975 |             |
| Bernt Gilbertson Bridge     | (N) 2 km au sud de / Highway 17/TCH west of Desbarats |                          |                       | Highway 548  | Bernt Gilbertson (1912-1995), MPP pour Algoma (en), 1967-1975 |             |
| Little Current Swing Bridge |                                                       |                          | (S) Little Current    | Route 6      | Little Current                                                |             |
| Little Current Swing Bridge | (N) Turner                                            |                          |                       | Route 6      | Little Current                                                |             |
| MS Chi-Cheemaun Ferry       |                                                       |                          | (S) South Baymouth    | Route 6      | Big canoe en ojibwé                                           |             |
| MS Chi-Cheemaun Ferry       | (N) Tobermory                                         |                          |                       | Route 6      | Big canoe en ojibwé                                           |             |

#### Lac Supérieur
| Traverse                        | Photo                    | Année de construction[A] | Communautés liées        | Voie d'accès                     | Origine du toponyme                                                                         | Coordonnées |
| ------------------------------- | ------------------------ | ------------------------ | ------------------------ | -------------------------------- | ------------------------------------------------------------------------------------------- | ----------- |
| Portage Lake Lift Bridge        |                          |                          | (N) Hancock              | US 41 M-26                       | Portage Lake, a segment of the Keweenaw Waterway                                            |             |
| Portage Lake Lift Bridge        | (S) Houghton             |                          |                          | US 41 M-26                       | Portage Lake, a segment of the Keweenaw Waterway                                            |             |
| Madeline Island Ferry           |                          |                          | (I) La Pointe            | Connecting: County Road H WIS 13 |                                                                                             |             |
| Madeline Island Ferry           | (S) Bayfield (Wisconsin) |                          |                          | Connecting: County Road H WIS 13 |                                                                                             |             |
| John A. Blatnik Bridge          |                          |                          | (E) Superior             | Interstate 535 US 53             | John Blatnik (1911-1991), représentant du Minnesota's 8th congressional district, 1947-1975 |             |
| John A. Blatnik Bridge          | (O) Duluth               |                          |                          | Interstate 535 US 53             | John Blatnik (1911-1991), représentant du Minnesota's 8th congressional district, 1947-1975 |             |
| Richard I. Bong Memorial Bridge |                          |                          | (E) Superior (Wisconsin) | US 2                             | Richard Ira Bong (1920-1945), World War II fighter pilot                                    |             |
| Richard I. Bong Memorial Bridge | (O) Duluth (Minnesota)   |                          |                          | US 2                             | Richard Ira Bong (1920-1945), World War II fighter pilot                                    |             |

#### Lac Michigan
| Traverse                    | Photo                                 | Année de construction[A] | Liens avec la communauté          | Carries                                                                                                | Origine du toponyme                                               | Coordonnées |
| --------------------------- | ------------------------------------- | ------------------------ | --------------------------------- | --- | ----------------------------------------------------------------- | ----------- |
| Beaver Island Ferry         |                                       |                          | (I) Beaver Island, Michigan       | Connexion to: US 31                                                                                    |                                                                   |             |
| Beaver Island Ferry         | (S) Charlevoix                        |                          |                                   | Connexion to: US 31                                                                                    |                                                                   |             |
| North Manitou Island Ferry  |                                       |                          | (E) Leland                        | Connexion to: M-22                                                                                     |                                                                   |             |
| North Manitou Island Ferry  | (I) North Manitou Island, Michigan    |                          |                                   | Connexion to: M-22                                                                                     |                                                                   |             |
| South Manitou Island Ferry  |                                       |                          | (E) Leland                        | Connexion to: M-22                                                                                     |                                                                   |             |
| South Manitou Island Ferry  | (I) South Manitou Island (Michigan)   |                          |                                   | Connexion to: M-22                                                                                     |                                                                   |             |
| Washington Island Ferry     |                                       |                          | (I) Washington Island (Wisconsin) | Connecting: County Road W WIS 42                                                                       |                                                                   |             |
| Washington Island Ferry     | (S) Northport, Door County, Wisconsin |                          |                                   | Connecting: County Road W WIS 42                                                                       |                                                                   |             |
| SS Badger                   |                                       |                          | (E) Ludington                     | US 10                                                                                                  | « Bucky Badger », mascotte de l'université du Wisconsin à Madison |             |
| SS Badger                   | (O) Manitowoc                         |                          |                                   | US 10                                                                                                  | « Bucky Badger », mascotte de l'université du Wisconsin à Madison |             |
| HSC Lake Express (en) Ferry |                                       |                          | (E) Muskegon                      | Connexions with: Muskegon: Estes Street to: US 31 Interstate 96 M-46 Milwaukee: Interstate 794 WIS 794 |                                                                   |             |
| HSC Lake Express (en) Ferry | (O) Milwaukee (Wisconsin)             |                          |                                   | Connexions with: Muskegon: Estes Street to: US 31 Interstate 96 M-46 Milwaukee: Interstate 794 WIS 794 |                                                                   |             |